# Cecalyphum spurium
Cecalyphum spurium là một loài Rêu trong họ Dicranaceae. Loài này được (Hedw.) P. Beauv. mô tả khoa học đầu tiên năm 1805.